# Masters de Cincinnati 2022
El Masters de Cincinnati 2022 fue un torneo de tenis perteneciente a la ATP en la categoría de ATP Tour Masters 1000 y a la WTA en la categoría WTA 1000. Se disputó del 14 al 21 de agosto de 2022 en Cincinnati, Ohio (Estados Unidos), sobre canchas duras, el cual pertenece a un conjunto de torneos que forman el US Open Series 2022.

## Puntos y premios

### Distribución de puntos
| Evento                 | G    | F   | SF  | CF  | Ronda de 16 | Ronda de 32 | Ronda de 64 | Q  | Q2 | Q1 |
| Individuales Masculino | 1000 | 600 | 360 | 180 | 90          | 45          | 10          | 25 | 16 | 0  |
| Dobles Masculino       | 1000 | 600 | 360 | 180 | 90          | 0           | —           | —  | —  | —  |
| Individuales Femenino  | 900  | 585 | 350 | 190 | 105         | 60          | 1           | 30 | 20 | 1  |
| Dobles Femenino        | 900  | 585 | 350 | 190 | 105         | 5           | —           | —  | —  | —  |

### Premios monetarios
| Evento                 | G        | F        | SF       | CF       | Ronda de 16 | Ronda de 32 | Ronda de 64 | Q2      | Q1    |
| Individuales masculino | $970 020 | $529 710 | $289 655 | $157 995 | $84 510     | $45 315     | $25 110     | $12 860 | $6735 |
| Individuales femenino  | $501 975 | $243 920 | $122 190 | $58 185  | $28 030     | $14 360     | $7745       | $3150   | $1905 |
| Dobles masculino       | $297 620 | $161 670 | $88 800  | $48 990  | $26 940     | $14 700     | —           | —       | —     |
| Dobles femenino        | $143 600 | $72 534  | $35 910  | $18 075  | $9170       | $4530       | —           | —       | —     |

## Cabezas de serie

### Individuales masculino
Los puntos para el torneo de 2021 no eran obligatorios y se incluyen en la siguiente tabla solo si contaron para la clasificación del jugador a partir del 15 de agosto de 2022. Los jugadores que no estén defendiendo puntos del torneo de 2021 tendrán su 19º mejor resultado reemplazado por su puntos del torneo 2022.
| N.º | Rank. | Tenista               | Puntos | Puntos por defender | Puntos ganados | Nuevos puntos | Ronda hasta la que avanzó en el torneo               |
| 1   | 1     | Daniil Medvédev       | 6885   | 360                 | 360            | 6885          | Semifinales, perdió ante Stefanos Tsitsipas [4]      |
| 2   | 3     | Rafael Nadal          | 5620   | (0)                 | 10             | 5630          | Segunda ronda, perdió ante Borna Ćorić [PR]          |
| 3   | 4     | Carlos Alcaraz        | 5045   | 35                  | 180            | 5190          | Cuartos de final, perdió ante Cameron Norrie [9]     |
| 4   | 7     | Stefanos Tsitsipas    | 4650   | 360                 | 600            | 4890          | Final, perdió ante Borna Ćorić [PR]                  |
| 5   | 5     | Casper Ruud           | 4865   | 180                 | 10             | 4695          | Segunda ronda, perdió ante Ben Shelton [WC]          |
| 6   | 8     | Andrey Rublev         | 3630   | 600                 | 90             | 3120          | Tercera ronda, perdió ante Taylor Fritz [11]         |
| 7   | 9     | Félix Auger-Aliassime | 3625   | 180                 | 180            | 3625          | Cuartos de final, perdió ante Borna Ćorić [PR]       |
| 8   | 10    | Hubert Hurkacz        | 3435   | 90                  | 10             | 3355          | Segunda ronda, perdió ante John Isner                |
| 9   | 11    | Cameron Norrie        | 3065   | 10                  | 360            | 3415          | Semifinales, perdió ante Borna Ćorić [PR]            |
| 10  | 12    | Jannik Sinner         | 2975   | 45                  | 90             | 3020          | Tercera ronda, perdió ante Félix Auger-Aliassime [7] |
| 11  | 13    | Taylor Fritz          | 2930   | (20)                | 180            | 3090          | Cuartos de final, perdió ante Daniil Medvédev [1]    |
| 12  | 15    | Matteo Berrettini     | 2440   | 90                  | 10             | 2360          | Primera ronda, perdió ante Frances Tiafoe            |
| 13  | 16    | Diego Schwartzman     | 2200   | 90                  | 90             | 2200          | Tercera ronda, perdió ante Stefanos Tsitsipas [4]    |
| 14  | 17    | Marin Čilić           | 2130   | 45                  | 90             | 2175          | Tercera ronda, perdió ante Carlos Alcaraz [3]        |
| 15  | 19    | Roberto Bautista      | 1760   | 10                  | 90             | 1840          | Tercera ronda, perdió ante Borna Ćorić [PR]          |
| 16  | 18    | Grigor Dimitrov       | 1810   | 90                  | 10             | 1730          | Primera ronda, perdió ante Denis Shapovalov          |

#### Bajas masculinas
| Clasif | Jugador          | Puntos Antes | Puntos a defender | Puntos ganados | Puntos después | Baja debido a                                   |
| ------ | ---------------- | ------------ | ----------------- | -------------- | -------------- | ----------------------------------------------- |
| 2      | Alexander Zverev | 6760         | 1000              | 0              | 5760           | Lesión en el tobillo.                           |
| 6      | Novak Djokovic   | 4770         | 0                 | 0              | 4770           | Incumplimiento de los requisitos de vacunación. |

### Dobles masculino
| Tenista                            | Clasif | Preclasificados |
| Rajeev Ram Joe Salisbury           | 3      | 1               |
| Marcel Granollers Horacio Zeballos | 9      | 2               |
| Wesley Koolhof Neal Skupski        | 9      | 3               |
| Marcelo Arévalo Jean-Julien Rojer  | 16     | 4               |
| Nikola Mektić Mate Pavić           | 18     | 5               |
| Tim Puetz Michael Venus            | 23     | 6               |
| Ivan Dodig Austin Krajicek         | 30     | 7               |
| Juan Sebastián Cabal Robert Farah  | 40     | 8               |

### Individuales femenino
- Ranking del 8 de agosto de 2022.[7]

| N.º | Rank. | Tenista           | Puntos | Puntos por defender | Puntos ganados | Nuevos puntos | Ronda hasta la que avanzó en el torneo             |
| 1   | 1     | Iga Świątek       | 8501   | 1                   | 105            | 8605          | Tercera ronda, perdió ante Madison Keys            |
| 2   | 2     | Anett Kontaveit   | 4476   | 1                   | 105            | 4580          | Tercera ronda, perdió ante Zhang Shuai             |
| 3   | 4     | Paula Badosa      | 4155   | 190                 | 60             | 4025          | Segunda ronda, perdió ante Ajla Tomljanović [Q]    |
| 4   | 3     | María Sákkari     | 4190   | 1                   | 60             | 4249          | Segunda ronda, perdió ante Caroline Garcia         |
| 5   | 5     | Ons Jabeur        | 3920   | 60                  | 105            | 3965          | Tercera ronda, perdió ante Petra Kvitová           |
| 6   | 7     | Aryna Sabalenka   | 3121   | 60                  | 350            | 3411          | Semifinales, perdió ante Caroline Garcia [Q]       |
| 7   | 8     | Jessica Pegula    | 3116   | 105                 | 190            | 3201          | Cuartos de final, perdió ante Caroline Garcia [Q]  |
| 8   | 9     | Garbiñe Muguruza  | 2990   | 60                  | 60             | 2990          | Segunda ronda, perdió ante Elena Rybakina          |
| 9   | 10    | Daria Kasátkina   | 2795   | 1                   | 1              | 2795          | Primera ronda, perdió ante Amanda Anisimova        |
| 10  | 13    | Emma Raducanu     | 2742   | 0                   | 105            | 2847          | Tercera ronda, perdió ante Jessica Pegula [7]      |
| 11  | 12    | Cori Gauff        | 2746   | 60                  | 1              | 2687          | Primera ronda, se retiró ante Marie Bouzková       |
| 12  | 11    | Belinda Bencic    | 2765   | 190                 | 1              | 2576          | Primera ronda, perdió ante Sorana Cîrstea          |
| 13  | 14    | Leylah Fernandez  | 2569   | 1                   | 1              | 2569          | Primera ronda, perdió ante Ekaterina Alexandrova   |
| 14  | 17    | Karolína Plíšková | 2297   | 350                 | 60             | 2007          | Segunda ronda, perdió ante Elise Mertens           |
| 15  | 6     | Simona Halep      | 3255   | 60                  | 60             | 3255          | Segunda ronda, se retiró ante Veronika Kudermetova |
| 16  | 15    | Jeļena Ostapenko  | 2361   | 105                 | 60             | 2316          | Segunda ronda, perdió ante Madison Keys            |

### Dobles femenino
| Tenista                               | Clasif | Preclasificadas |
| Veronika Kudermetova Elise Mertens    | 5      | 1               |
| Barbora Krejčíková Kateřina Siniaková | 10     | 2               |
| Ena Shibahara Shuai Zhang             | 11     | 3               |
| Cori Gauff Jessica Pegula             | 18     | 4               |
| Gabriela Dabrowski Giuliana Olmos     | 18     | 5               |
| Desirae Krawczyk Demi Schuurs         | 30     | 6               |
| Lyudmyla Kichenok Jeļena Ostapenko    | 31     | 7               |
| Xu Yifan Yang Zhaoxuan                | 31     | 8               |

## Campeones

### Individual masculino
Borna Ćorić venció a  Stefanos Tsitsipas por 7-6(7-0), 6-2

### Individual femenino
Caroline Garcia venció a  Petra Kvitová por 6-2, 6-4

### Dobles masculino
Rajeev Ram /  Joe Salisbury vencieron a  Tim Puetz /  Michael Venus por 7-6(7-4), 7-6(7-5)

### Dobles femenino
Lyudmyla Kichenok /  Jeļena Ostapenko vencieron a  Nicole Melichar /  Ellen Perez por 7-6(7-5), 6-3